# Polska drużyna
Polska drużyna – singel polskiego zespołu Kombi Łosowski, wydany w 2018 roku.
Utwór został stworzony na potrzeby koncertu Przebój na Mundial, który odbył się 8 czerwca 2018 w ramach 55. Krajowego Festiwalu Polskiej Piosenki w Opolu. Piosenka wygrała ten konkurs, głównie dzięki głosowaniu publiczności przez SMS-y.
Jako jedyna z całej dyskografii grupy posiada oficjalną wersję Karaoke.
Autorem muzyki i słów utworu jest Sławomir Łosowski.

## Muzycy
- Sławomir Łosowski – instrumenty klawiszowe
- Zbigniew Fil – wokal
- Karol Kozłowski – gitara basowa
- Tomasz Łosowski – perkusja
- Wiktor Tatarek – gitara (gościnnie)